# Viatcheslav Lipinsky
Viatcheslav Kazimirovitch Lipinsky (en ukrainien : В'ячеслав Казимирович Липинський, en polonais : Wacław Lipiński), né le 5 avril 1882 et mort le 14 juin 1931, est un historien, militant social et politique, ambassadeur, idéologue du conservatisme ukrainien et monarchiste. Il a également été le fondateur du Parti démocrate-agraire ukrainien. Sous le gouvernement de Hetmanate, il a été ambassadeur d'Ukraine en Autriche.

## Biographie
Viatcheslav Lipinsky est né dans le raïon de Lokatchi (aujourd'hui dans l'oblast de Volhynie dans une famille d'origine noble polonaise. Après avoir terminé ses études secondaires à Kiev, il a étudié la philosophie, l'agronomie et l'histoire à l'université Jagellonne de Cracovie, puis à l'université de Genève en Suisse. Viatcheslav Lipinsky a développé un intérêt particulier pour les questions militaires et pour l'étude de la manière dont, historiquement, la noblesse a façonné l'État ukrainien, appelant finalement la noblesse ukrainienne à se battre pour la renaissance de cette nation. 
Pendant la Première Guerre mondiale, il a servi comme officier dans l'armée russe, puis s'est impliqué dans la lutte pour l'indépendance de l'Ukraine, servant d'ambassadeur du gouvernement ukrainien en Autriche sous le gouvernement de l'Hetmanat ukrainien ainsi que son successeur lors du Directoire d'Ukraine. 
Viatcheslav Lipinsky a ensuite vécu à l'étranger, à Berlin et à Vienne, et est devenu le chef du Parti étatiste agraire ukrainien ainsi qu'un monarchiste de premier plan, soutenant l'hetman ukrainien Pavlo Skoropadsky. 
Monarchiste conservateur, Viatcheslav Lipinsky critiquait le populisme et le socialisme de la direction des gouvernements ukrainiens de la Rada centrale et le Directoire d'Ukraine, qui mettaient l'accent sur les travailleurs et l'intelligentsia comme source de soutien. Au lieu de cela, Viatcheslav Lipinsky a proposé que le centre de la lutte pour l'indépendance soit construit autour de la paysannerie, de la bourgeoisie et de l'élite. En conséquence, il a estimé que l'un des principaux objectifs de la lutte pour l'indépendance de l'Ukraine devrait être la conversion de l'élite ou de la noblesse ukrainienne russifiée ou polonisée à la cause de l'État ukrainien. Viatcheslav Lipinsky a écrit que le statut d'État ukrainien dépendait de la loyauté de la population ukrainienne envers l'État ukrainien, indépendamment de ses origines ethniques ou de son statut social. Un monarque ukrainien, comme un Hetman, était considéré par Viatcheslav Lipinsky comme essentiel pour cimenter la loyauté des membres de diverses classes sociales et ethnies. 
Viatcheslav Lipinsky mourut au "Sanatorium Wienerwald" près de Pernitz en Basse-Autriche en 1931. Il fut enterré dans son village natal en Ukraine.